# الحزب الوطني الديمقراطي (العراق)
الحزب الوطني الديموقراطي هو أحد أعرق الأحزاب السياسية في العراق. تأسس في عام 1946 وجاء أعضاءه من تيار وسط (بين اليسار واليمين) في جماعة الأهالي التي ظهرت في الثلاثينيات. أسس الحزب كامل الجادرجي ومحمد حديد وآخرون. ترأسه كامل الجادرجي إلى أن تم حل الحزب بسنة 1961. ساهم هذا الحزب في العمل السياسي في العراق خلال العهد الملكي بكونه من أوائل الأحزاب في العراق الحديث إلى جانب حزب الاستقلال. وعاد الحزب إلى الوجود بقيادة نصير الجادرجي، ابن مؤسسه، بعد غزو العراق وسقوط نظام البعث قبل أن يتشظى إلى عددِ من الأحزاب الأخرى.

## التأسيس
جاء كأحد الأحزاب الثلاثة التي إنقسمت إليها (جماعة الأهالي) بعد أن سمح الوصي على عرش العراق الأمير عبدالإله بتأليف الأحزاب السياسية بعد نهاية الحرب الثانية. وأجازت وزارة الداخلية الحزب بتاريخ 2 نيسان 1946. وكان أشهر المؤسسون: كامل الجادرجي ومحمـد حديـد والمحامي الأستاذ حسـين جميـل وعبــد الكــريم الأزري، ويوســف الحــاج اليــاس، وعبــد الوهــاب مرجــان، وعبــود الشــالجي وصــادق كمونــة والمحامي عبد العباس مطرود والمحامي رسمي العامل" والشيخ عراك الزكم.
خلال السنة الأولى، وصل عدد أعضاء الحزب إلى 6960 عضواً أغلبهم من الطبقتين الوسطى والعليا  كالتجــار والملاكــين الكبــار والمحــامين والمعلمـين وطلبـة الكليـات ومهنيـين اخـرين، وكـان مـن أبـرزهم الصـناعيون مثـل محمـد حديـد، فضـلا عن أن الحزب ضم مختلف الديانات والمذاهب الأخرى في العراق، نظراً إلى ايديولوجيته المنفتحة الليبرالية.

## فلسفة الحزب وقت التأسيس
لم يتطـرق الحـزب مباشـرة إلى الاشـتراكية، رغـم أن فلسـفة مؤسسيه كانت ديمقراطيـة اشـتراكية معتدلـة، ويبـدو ذلـك تماشـيا مـع رغبـة الحـزب في عـدم وصـمه بالشـيوعية من قبل الحكومة والناس يصفه الدكتور مفيد الزبيدي بأنه أكثر ليبرالية من حزب الاستقلال، ولكنه -أي الحزب- جاء متسقاً مع التيارات العربية القومية بتلك المرحلة فيصنفه على أنه حزب وطني عراقي منسجم مع القضايا العربية العامة بذلك الوقت كقضايا التحرر والاستقلال والوحدة.

## مشاركتهبثورة 1958
شـارك الحـزب في ثـورة 14 تمـوز/يوليـو 1958،  ودخـل في الحكومـة الـتي تشـكلت في عهــد حكومـة الـزعيم عبــد الكـريم قاسـم بعـد الثــورة، وضـمت مـن (الحــزب  الوطني الديمقراطي) محمد حديد وزيراً للمالية وهديب الحاج حمود وزيراً للزراعة. ثم طالب كامل الجادرجي أعضاء حزبه بالانسحاب من الحكومة التي اشتملت على ضباط عسكريين، مطالباً ايقاف تحويل العراق إلى دولة يحكمها العسكر، واجراء انتخابيات ديموقراطية وسن دستور. 
استمر كامل الجادرجي رئيساً للحزب منذ تأسيسه إلى حله الحزب بسنة 1962 نتيجة لتعقد الأوضاع في البلاد والخلافات القائمة داخل الحزب نفسه.

## حل الحزب
أعلن محمد حديد تجميد نشاط الحزب الوطني الديموقراطي في أيار 1959، وأعلن استقالته أيضاً من الحزب. ثم أعلن كامل الجادرجي - الذي كان برحلة علاج إلى الاتحاد السوفياتي، بعد عودته استقالته هو أيضاً من الحزب. ففقد الحزب قياديه وتدهورت أحواله. ثم ذهب محمد حديد إلى إنشاء حزب يقوده هو باسم الحزب الوطني التقدمي في تموز 1960. 
بقي الحزب يعمل حتى تشرين الأول/ أكتوبر 1961 ، حينما أقدم كامل الجادري على اغلاق الحزب بالكامل بسبب ما عزاه إلى المرارة التي شعر بها من حكم عبد الكريم قاسم وسياساته الداخلية والخارجية، ومواقفه من الاحزاب الوطنية في العراق، وتقاربه مع الشيوعيين الذين تزايد نفوذهم ودورهم في البلاد آنذاك، وظهور خلافات ايضاً داخل أجنحة الحزب، جماعة محمد حديد من جهة، وكامل الجادرجي من جهة أخرى، فوصلت تجربة الحزب بذلك إلى نهايتها.

## عودة الحزب إلى الوجود بعد 2003 وتشظياته
عاد الحزب بعد سقوط نظام صدام حسين عام 2003  بقيادة نصير الجادرجي وكان الحزب جزءاً من التحالف المدني الديمقراطي. انقسم، وربما تشظى، الحزب بُعيد عودته إلى الوجود إلى عددٍ من الاحزاب هي:
- الحزب الوطني الديموقراطي الأول
- حزب المؤتمر الوطني الديموقراطي.

وأنشق عن التالي
- حزب الأمة العراقية
- حزب المؤتمر الوطني.